# С-600 (радарски систем)
С-600 Маркони је британски стационирани радарски систем дугог домета.

## Намена
Намена С-600 је откривање и праћење циљева у ваздушном простору на средњим и великим даљинама и средњим и великим висинама.

## Опис
Радарски систем С-600 састоји се од: 
- Осматрачког радара (ОР) С-654
- Радара за мерење висине (РМВ) С-613
- Оперативно показивачке кабине (ОПК) С-5014Б Фурнус,
- Извора напајања.

### С-654
Осматрачки радар (ОР) С-654 састоји се од 2 примопредајне кабине Л опсега, Антене С-1016 и помоћне опреме.
Карактеристике С-654:
- Ширина снопа у вертикалној равни: 30 степени
- Ширина снопа у хоризонталној равни: 3 степена
- Брзина окретања антене: 6 у минуту
- Домет: 400 километара
- Време монтаже-демонтаже: 4 часа

### С-613
Радар за мерење висине С-613 састоји се од: 1 примопредајне кабине С-опсега С-5012, антене С-1017 и помоћне опреме.
Карактеристике С-613:
- Ширина снопа у вертикалној равни: 0,9 степени
- Ширина снопа у хоризонталној равни: 4,2 степен
- Угао отклона антене: -5 до +55 степени
- Домет: 400 километара[2]

## ОПК С-5014
Оперативне могућности ОПК С-5014Б Фурнус су
- Аутоматско започињање трагова
- Аутоматско праћење до 60 трагова
- Аутоматско мерење висине
- 6 истовремених инструменталних навођења ЛА (ловачке авијације)
- Аутоматска предаја података осматрања
- Приказ видео сигнала са осматрачког радара и радара за мерење висине
- 3 радна места[3]

## Употреба у Југославији-Србији
Радарски систем С-600 из 1. чете 20. батаљона 126. бригаде ВОЈИН је први уочио Ф-117А током НАТО агресије 1999. године.
Војска Србије је 2011. године модернизовали радарски систем С-600 интеграцијом нове оперативно показивачке кабине на шасију ФАП-1118 и тиме смањењем ризика по оператере због веће удаљености од радара у односу на ОПК С-5014. 
Након куповине нових радара из Француске, С-600 ће бити избачен из употребе.